# Andravida-Kyllini
Andravida-Kyllini (griego: Ανδραβίδα-Κυλλήνη) es un municipio de la República Helénica perteneciente a la unidad periférica de Élide de la periferia de Grecia Occidental.
El municipio se formó en 2011 mediante la fusión de los antiguos municipios de Andravida, Kastro-Kyllini, Lechainá (la actual capital municipal) y Vouprasía, que pasaron a ser unidades municipales. El municipio tiene un área de 355,5 km².
En 2011 el municipio tenía 21 581 habitantes.
Se sitúa en el norte de la unidad periférica, a medio camino entre Patras y Pirgos por la carretera E55.